# زمستانة
زمستانة (بالفارسية: زمستانه) هي قرية تقع في قسم بشتكوة موغوئي الريفي في إيران. يقدر عدد سكانها بـ 133 نسمة بحسب إحصاء 2016.